# Astounding Sounds, Amazing Music
| 전문가 평가                       | 전문가 평가 |
| 평가 점수                         | 평가 점수   |
| 출처                              | 점수        |
| --------------------------------- | ----------- |
| Allmusic                          | [ 1 ]       |
| The Encyclopedia of Popular Music | [ 2 ]       |

《Astounding Sounds, Amazing Music》은 1976년에 발매된 영국의 스페이스 록 밴드 호크윈드의 여섯 번째 스튜디오 음반이다. 이 음반은 영국 음반 차트에서 33위에 올랐다.

## 배경
이 제목은 오래된 공상과학 잡지 (《아날로그 사이언스 픽션 앤드 팩트》와 《어메이징 스토리즈》)를 언급하고 있는데, 이는 각 음악(그리고 그 제목)이 개별 공상과학 이야기로 해석된다는 개념이다. 음반 커버는 이 잡지들의 커버를 패러디한 것인데, 반면 내부 소매에는 작은 광고가 실려 있었고, 각 밴드 멤버들은 각자의 제품(예: 브로크 박사의 더미 치료법, 폴 루돌프의 맨리 스트랩슨, 사이먼 킹의 플레저 프라이머)을 가지고 있었다. 커버는 양면으로 되어 있었는데, 한 면은 로버트 캘버트의 어린 시절 친구 토니 하이드가, 다른 면은 바니 버블스가 그로브 레인이라는 이름으로 서명을 하였고, 초기 인쇄물은 앞면 커버 중 하나를 가지고 있었다. 버블스의 원래 디자인은 도시 위로 다가오는 스테픈울프였던 것이다.
이 음반은 더글러스 스미스의 매니지먼트를 토니 하워드에게 맡기고 음반 회사를 유나이티드 아티스츠 레코드에서 카리스마 레코드로 바꾼 호크윈드에게 새로운 시대의 시작을 알렸다. 음악적으로, 레미 킬미스터의 더러운 헤비 메탈 리드 베이스 기타 연주는 더 깨끗하고, 공식적으로 훈련된 폴 루돌프의 베이스 연주로 대체되었다. 밴드의 모든 멤버들은 이제 음악의 작사와 편곡에 기여하여 스타일의 폭을 넓혔고, 녹음과 제작은 이전의 음반들보다 더 잘 정의되었다.

## 곡 목록
| #  | 제목                | 작사·작곡                  | 재생 시간 |
| -- | ------------------- | -------------------------- | --------- |
| 1. | 〈Reefer Madness〉  | 로버트 캘버트, 데이브 브록 | 6:03      |
| 2. | 〈Steppenwolf〉     | 캘버트, 브록               | 9:46      |
| 3. | 〈City of Lagoons〉 | 앨런 파월                  | 5:09      |

| #  | 제목                               | 작사·작곡              | 재생 시간 |
| -- | ---------------------------------- | ---------------------- | --------- |
| 4. | 〈The Aubergine That Ate Rangoon〉 | 폴 루돌프              | 3:37      |
| 5. | 〈Kerb Crawler〉                   | 캘버트, 브록           | 3:45      |
| 6. | 〈Kadu Flyer〉                     | 닉 터너, 사이먼 하우스 | 5:07      |
| 7. | 〈Chronoglide Skyway〉             | 하우스                 | 5:04      |